# Tellereisen

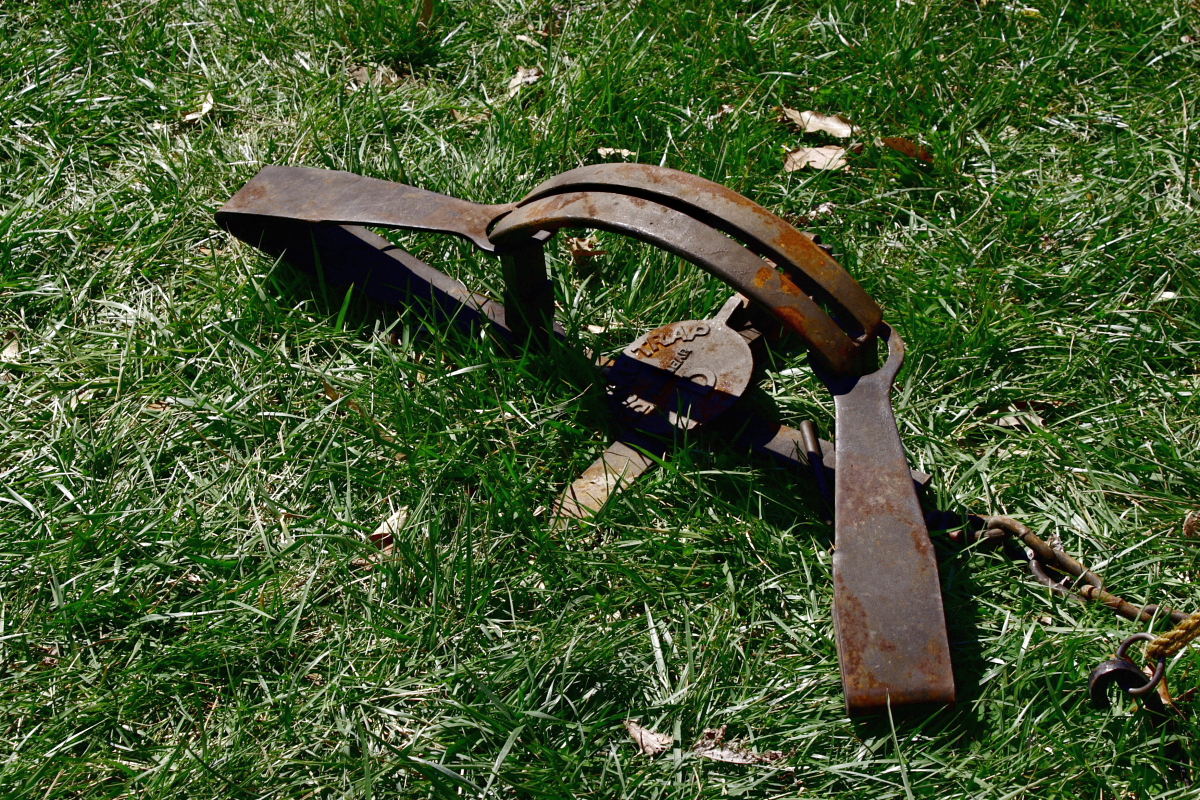
Tellereisen

Das Tellereisen (auch Fangeisen, Fußeisen oder Tellerfalle) ist eine bei der Fallenjagd Verwendung findende, aus Stahl gefertigte Falle mit zwei Fangbügeln, die beim Tritt auf den Teller auslöst und das gefangene Tier am Bein festhält.

## Geschichte

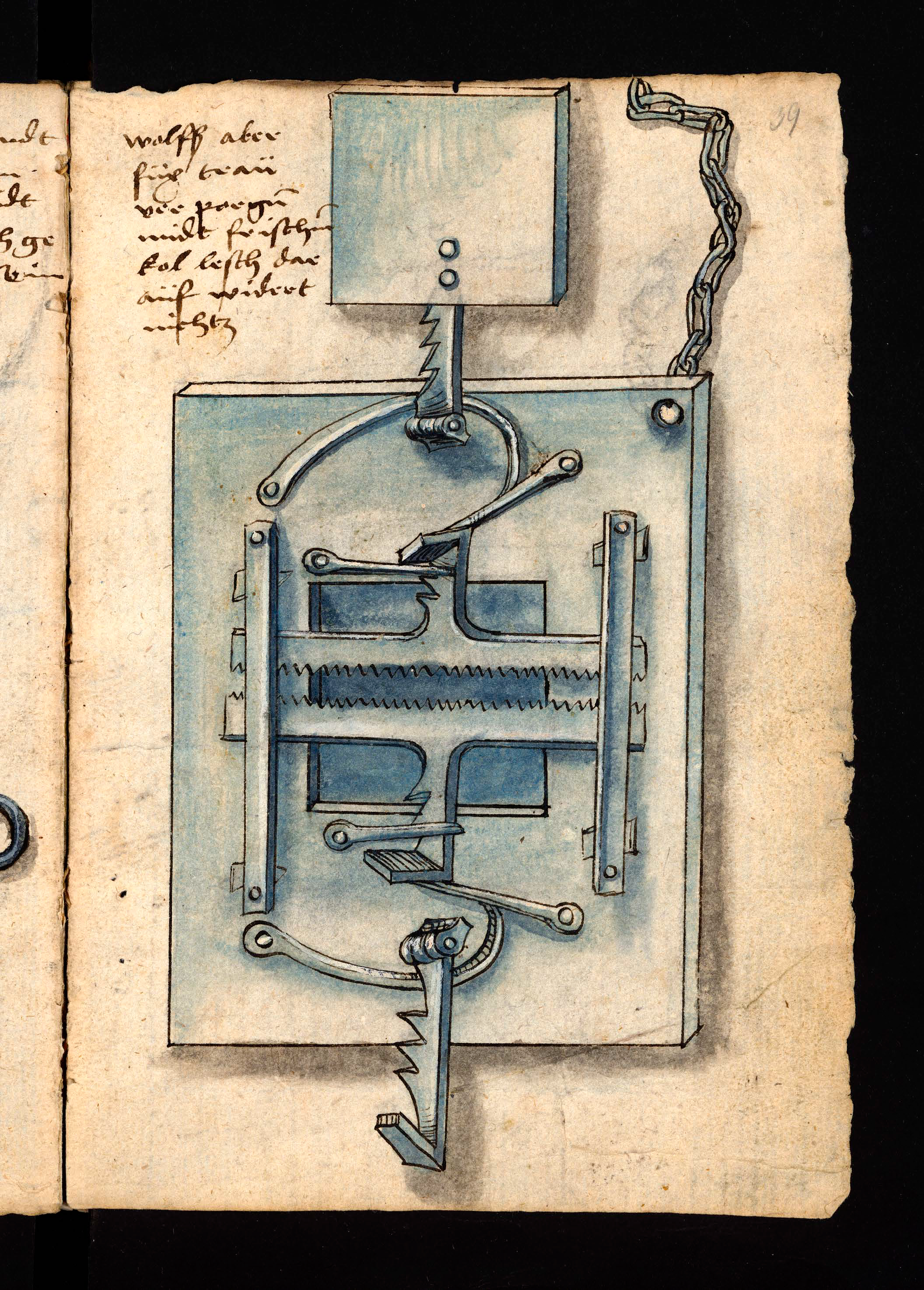
Konzept für Tellereisen für Wölfe, Löffelholz-Codex 1505

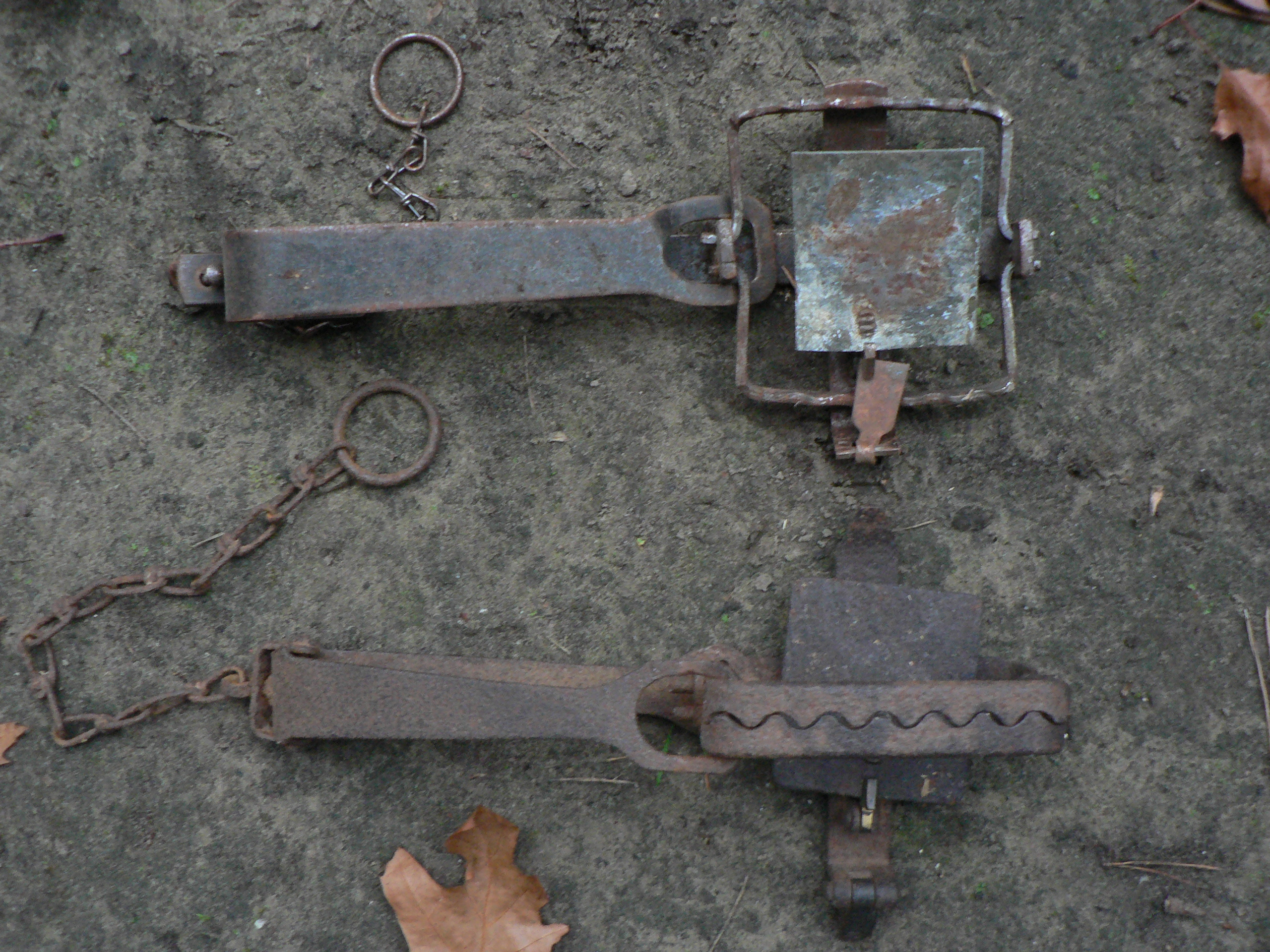
Tellereisen in gespanntem und ausgelöstem Zustand

Während der Verwendungszweck heute in der Fallenjagd auf Jagdwild besteht, wurden Tellereisen in historischer Zeit auch genutzt, um Wilderer zu fangen, zu verkrüppeln oder zu töten – eine Praxis, die etwa im Vereinigten Königreich, zusammen mit Selbstschussapparaten, bis zum Verbot im Jahr 1827 legal und üblich war. In Deutschland sind Tellereisen durch das Jagdrecht seit 1934 verboten.

## Funktionsweise

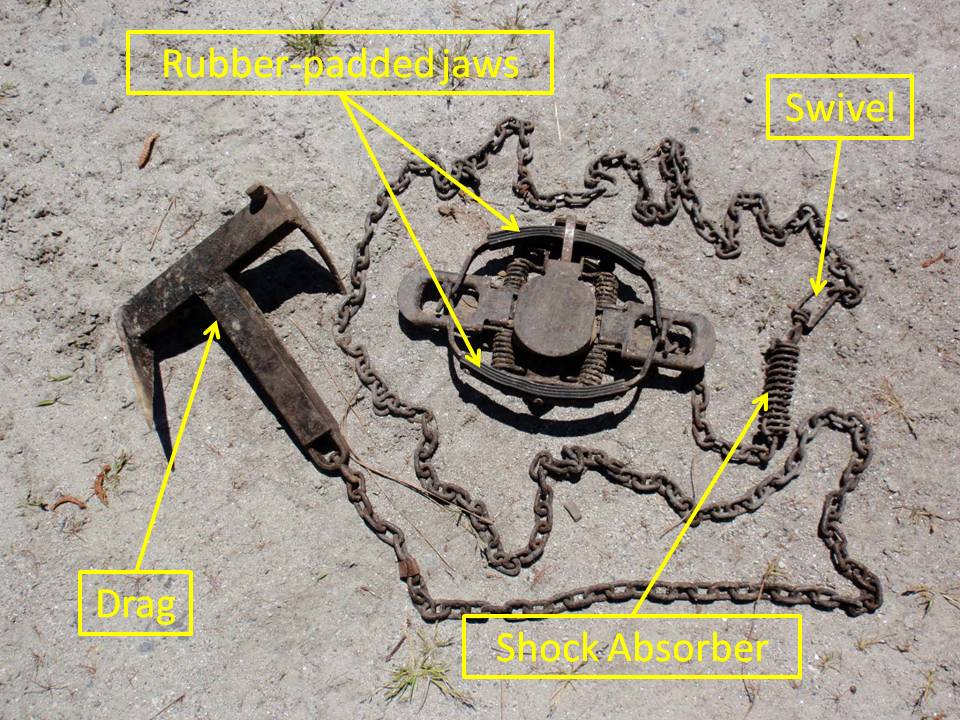
Tellereisen mit gummierten Fangbügeln, auch als soft catch trap bezeichnet

Der Teller liegt im gespannten Zustand zwischen zwei Eisenbügeln. Diese werden über eine Feder gespannt. Umgeben ist der Teller von einem zwei cm breiten Kranz mit einem Durchmesser von meist 20 cm. Die beiden Bügel werden über eine Feder gespannt, die sich im Innern der Falle befinden kann oder außen liegt. Meist ist an der Feder eine Kette mit einem Anker angebracht, um ein Fortschleppen des Tellereisens vor oder nach dem Zuschnappen zu verhindern. Die Bügel können rund oder viereckig sein. Tritt ein Tier auf den Teller, wird die Falle ausgelöst und so schlagen die Bügel zusammen. Bei älteren Modellen sind die Bügel meist gezahnt und der Teller ist im Verhältnis zur Falle sehr groß; dadurch kann es passieren, dass ein Tier beim Auslösen der Falle nur mit einem Teil des Fußes in der Falle ist. Neuere Modelle haben meist einen glatten Bügel und einen eher kleinen Teller, wodurch die Wahrscheinlichkeit höher ist, dass das Tier sauber gefangen wird. Außerdem gibt es auch Fallen, bei denen der Bügel nicht ganz schließt, was das Brechen der Knochen der gefangenen Tiere vermeiden soll.
Im Gegensatz zum Tellereisen löst ein Abzugeisen wie der Schwanenhals durch Zug mit dem Maul am Köder aus, wodurch die Bügel der Falle im vorderen Körperbereich tödlich fangen sollen.

## Rechtslage

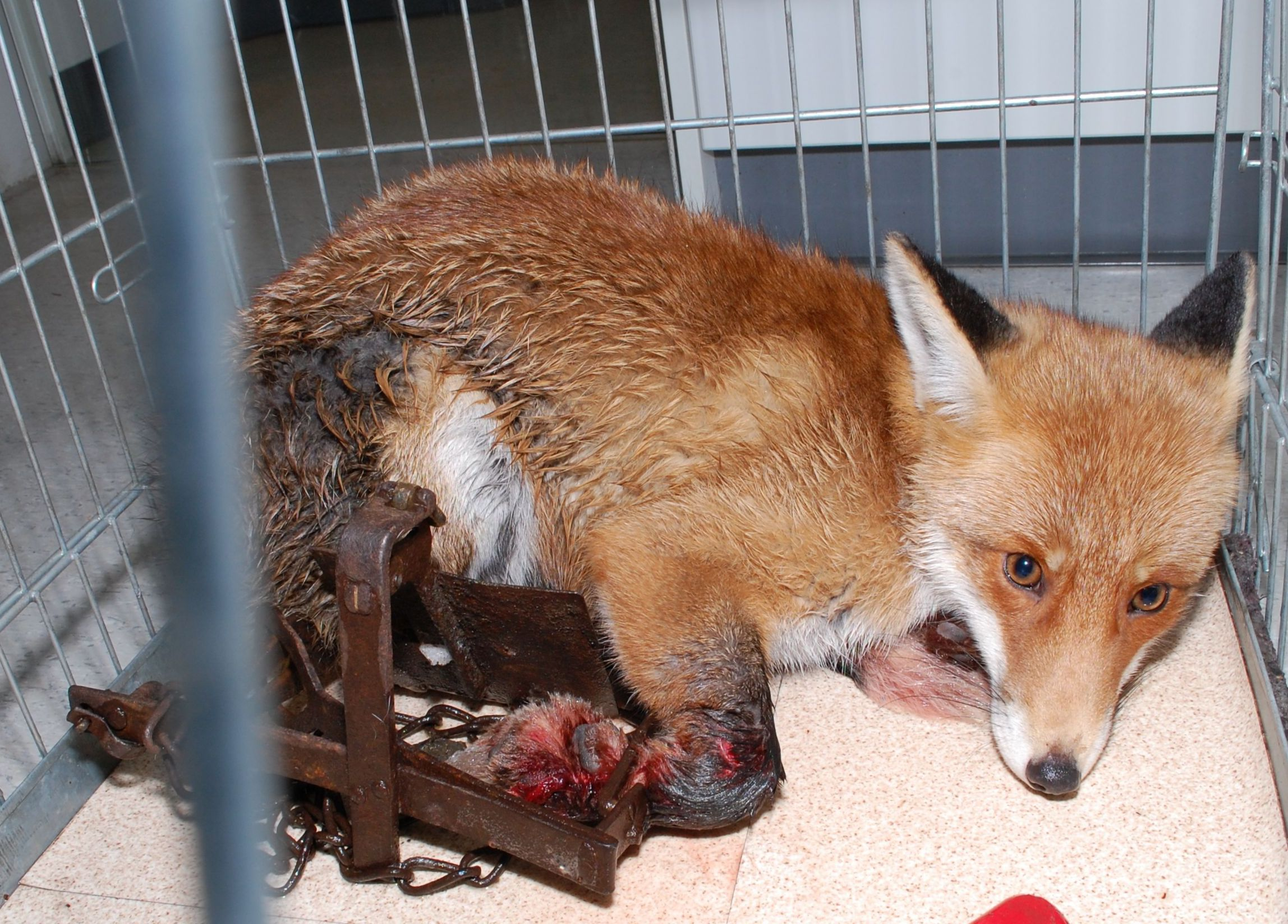
Rotfuchs (Vulpes vulpes), mit dem rechten Bein in einem illegal gestellten Tellereisen gefangen. Eichwalde, Landkreis Dahme-Spreewald, Land Brandenburg.

EU-weit ist die Verwendung von Tellereisen seit 1. Januar 1995 durch die Verordnung (EU) 3254/91 („Tellereisenverordnung“) verboten.
Nach der Tellereisenverordnung ist auch die Einfuhr von Pelzen einiger typischerweise mit Tellereisen bejagter Tierarten grundsätzlich verboten. Vom Einfuhrverbot ausgenommen sind Pelze aus einem Ursprungsland, das nach Feststellung der Kommission für diese Tierart die Verwendung von Tellereisen verboten hat oder dessen Fangmethoden den international vereinbarten humanen Fangmethoden entsprechen; zu diesen siebzehn Ländern zählen für bestimmte Arten die USA, Kanada, China und Russland sowie etwa den Wolf betreffend Libanon, Jordanien, Moldawien, Pakistan oder die Türkei. So wurde mit den USA 1998 vereinbart, dass Felle aus den USA eingeführt werden dürfen, wenn die Tiere mit humanen Tellereisen gefangen werden. Als humane Tellereisen werden solche mit gummierten Bügeln betrachtet. In Kanada und Russland, welche mit den USA die wichtigsten Erzeugerländer von Pelzen sind, wird nach wie vor mit Tellereisen gejagt. Allerdings strebt die EU mit diesen Ländern eine ähnliche Vereinbarung wie mit den USA an. Die Tellereisenverordnung verbietet nur die Verwendung von Tellereisen, jedoch nicht deren Besitz und Vermarktung. Zur illegalen Verfolgung von Tieren, beispielsweise von Greifvögeln, werden Tellereisen daher immer noch häufig verwendet. Naturschutzverbände fordern daher auch ein Vermarktungs- und Inbesitznahmeverbot für Tellereisen.
In Australien sind je nach Bundesstaat Tellereisen nur mit Gummierung oder auch solche mit Stahlbügeln zulässig.